# Ляйнах
Ляйнах (нім. Leinach) — громада в Німеччині, розташована в землі Баварія. Підпорядковується адміністративному округу Нижня Франконія. Входить до складу району Вюрцбург.
Площа — 28,02 км2. Населення становить 3125 ос. (станом на 31 грудня 2020).